# Beliu (rijeka)
Beliu je rijeka u Rumunjskoj, u županiji Arad, lijeva pritoka rijeke Crișul Negru.
Nekada je bila desna pritoka Teuza, ali joj je tok preusmjeren kanalom, izgrađenom 1914.-1919, prema Crișul Negru u blizini Tăut.
Duljina joj je 46 km, a površina porječja 395 km2.
Pritoke:
- Lijeve: Hășmaș
- Right: Urviș, Botfei, Mideș, Mocirla, Sartiș, Renișel, Barcău, Frunziș